# 和田惠美
和田惠美（日语：ワダ・エミ，1937年3月18日—2021年11月13日）， 本名和田美惠子，是日本戏服设计师。她在世界各地创作了大量电影和舞台作品，并成为第一个在该领域享誉全球的日本人。

## 个人简历
和田惠美1937年在日本京都府出生，1959年毕业于京都市立美术大学西洋画系。20岁正读大学的时候，嫁给了NHK戏剧制作部导演和田勉。1957年，为和田勉导演的舞台剧《青色之火》（青い火）制作戏服，从此踏上服装设计师的道路。她日后为大量日本电影设计戏服，1985年凭借黑泽明作品《乱》斩获第58届奥斯卡金像奖最佳服装设计奖，成为首个获此殊荣的日本人。
及后她参与设计戏服的电影中，有敕使河原宏《利休》、大岛渚《御法度》等日本电影，也有张婉婷《宋家皇朝》、张艺谋《英雄》、彼得·格林纳威《魔法师的宝典》等国外知名作品。1993年获第45届黄金时段艾美奖最佳服装设计奖，2007年获第1届织部奖。
还参与歌剧、舞蹈及戏剧的制作，其中以在意大利维罗纳演出的《图兰朵》，以及2017年英国皇家莎士比亚剧团在北京演出的《李尔王》最广为人知。
2021年11月13日在日本东京去世，享耆寿84岁。生前最后一部作品是许鞍华的《第一炉香》。

## 主要作品

### 電影
| 电影名            | 导演          | 公映年份 | 备注                                                                |
| ----------------- | ------------- | -------- | ------------------------------------------------------------------- |
| 第一炉香          | 许鞍华        | 2020年   |                                                                     |
| 武士马拉松        | 伯纳德·罗斯   | 2019年   |                                                                     |
| 一个船夫的故事    | 小田切让      | 2019年   |                                                                     |
| 将军在上          | 文杰 / 霍耀良 | 2017年   |                                                                     |
| 荡寇风云          | 陈嘉上        | 2017年   |                                                                     |
| 王朝的女人·杨贵妃 | 十庆          | 2015年   |                                                                     |
| 剑雨              | 吴宇森        | 2010年   |                                                                     |
| 狼灾记            | 田壮壮        | 2009年   |                                                                     |
| 吴清源            | 田壮壮        | 2007年   |                                                                     |
| 中天              | 赵东五        | 2006年   |                                                                     |
| 十面埋伏          | 张艺谋        | 2004年   | 亚洲影评人协会奖最佳服装设计与造型 网络电影与电视协会奖最佳服装设计 |
| 英雄              | 张艺谋        | 2003年   | 第22届香港电影金像奖最佳服装造型设计                                |
| 御法度            | 大岛渚        | 1999年   |                                                                     |
| 八又二分之一女人  | 彼得·格林纳威 | 1999年   |                                                                     |
| 宋家皇朝          | 张婉婷        | 1997年   | 第17届香港电影金像奖最佳服装造型设计                                |
| 白发魔女传        | 于仁泰        | 1993年   | 第13届香港电影金像奖最佳服装造型设计                                |
| 枕边禁书          | 彼得·格林纳威 | 1996年   |                                                                     |
| 魔法师的宝典      | 彼得·格林纳威 | 1991年   |                                                                     |
| 利休              | 敕使河原宏    | 1989年   |                                                                     |
| 鹿鸣馆            | 市川崑        | 1986年   | 示例                                                                |
| 乱                | 黑泽明        | 1985年   | 第58届奥斯卡金像奖最佳服装设计                                      |

### 舞台剧
- 安東尼與克麗奧佩托拉
- 伊底帕斯王 - 第45届黄金时段艾美奖最佳服装设计奖

### 其他
- 电视剧《里见八犬传（日语：里見八犬伝 (2006年のテレビドラマ)）》（2006）